# Thomas Rymer
Thomas Rymer (ca. 1643 – Londen, 14 december 1713) was een Engelse literator en historicus. Als historicus publiceerde hij zestien delen van de Foedera, een verzameling met alle teksten van verdragen die Engeland in de loop der eeuwen met andere mogendheden had gesloten. Waar dit werk onder historici veel waardering geniet, is zijn reputatie onder literatuurwetenschappers slecht. Berucht zijn zijn toneelkritieken. Vooral zijn oordeel over Othello van William Shakespeare (‘een bloedige klucht zonder kraak of smaak’) wordt vaak aangehaald.

## Levensloop
Thomas Rymer werd rond 1643 geboren in Appleton Wiske of in Yafforth. Zijn vader Ralph Rymer was een aanhanger van Oliver Cromwell, die door zijn leider was beloond met een landgoed van een koningsgezinde grootgrondbezitter. Na het herstel van de monarchie in 1660 moest Ralph zijn landgoed teruggeven aan de erfgenamen van de vorige eigenaar. In 1663 nam hij deel aan een opstand tegen koning Karel II. Daarvoor werd hij in het jaar daarop opgehangen.
Thomas Rymer studeerde rechten aan de Universiteit van Cambridge, maar maakte zijn studie niet af. Daarna volgde hij een praktijkopleiding bij Gray’s Inn. In 1673 werd hij toegelaten tot de advocatuur.
De volgende jaren hield hij zich naast zijn advocatenpraktijk als vertaler, toneelschrijver, dichter en criticus ook met de literatuur bezig. In 1681 schreef hij een korte historische monografie over de volksvertegenwoordigingen in Europa: A General Draught and Prospect of the Government in Europe. Daarin merkte hij op: ‘You are not to expect truth from an historiographer royal.’ (‘Verwacht geen waarheid van een koninklijke geschiedschrijver.’) Ironisch genoeg werd hij in 1692 uitgerekend tot koninklijk geschiedschrijver benoemd, als opvolger van Thomas Shadwell.
Tot zijn dood in zijn woonplaats Londen in 1713 hield hij zich verder bezig met een groot project om de teksten van alle verdragen die Engeland in de loop der eeuwen met andere mogendheden had afgesloten, in één naslagwerk bijeen te brengen.
Rymer, die nooit getrouwd was, liet al zijn bezittingen na aan Anna Parnell, een ongetrouwde vrouw. Hij werd begraven in de kerk van St. Clement Danes aan The Strand. De precieze plaats van zijn graf is niet bekend. Zijn opvolger als Historiographer Royal werd Thomas Madox.

## Werk als literator
Rymer begon zijn literaire carrière in 1674 met een Engelse vertaling van Réflexions sur la poétique d'Aristote et sur les ouvrages des poètes anciens et modernes van René Rapin. In een voorwoord nam hij het op voor de klassieke toneelregels: eenheid van tijd, plaats en handeling, die ook teruggaan op Aristoteles. Drie jaar later schreef hij een toneelstuk waarin hij die toneelregels in de praktijk bracht: Edgar, or the English Monarch. Het is wel gepubliceerd (in 1678), maar nooit opgevoerd.
In 1678 schreef hij The Tragedies of the Last Age Consider’d, waarin hij drie toneelstukken recenseerde: Rollo, Duke of Normandy van John Fletcher, Philip Massinger, Ben Jonson en George Chapman, A King and No King van Francis Beaumont en John Fletcher en The Maid's Tragedy, eveneens van Beaumont en Fletcher. Het waren alle drie stukken die in Rymers tijd, het tijdvak van de Restoration, vaak werden opgevoerd. Rymers oordeel over alle drie de stukken was negatief.
Rymer gebruikte in dit boek als eerste de term ‘poetic(al) justice’: ‘For though historical justice might rest here, yet poetical justice could not be so content.’ (Want hoewel historische rechtvaardigheid het misschien hierbij mag laten, kan poëtische rechtvaardigheid hiermee niet tevreden zijn.’)
In 1693 zette hij in A Short View of Tragedy: its Original Excellency and Corruption; with some Reflections on Shakespeare and other Practitioners for the Stage de aanval in op Ben Jonson en William Shakespeare. Jonsons tragedie Catiline His Conspiracy (een stuk dat weinig werd opgevoerd, maar een goede reputatie had), zette hij aldus weg: ‘In short, it is strange that Ben (...) should thus grope in the dark, and jumble things together without head or tail, without any rule or proportion, without any reason or design.’ (‘Kortom, het is vreemd dat Ben (...) op deze manier in het duister rondtastte en de zaken in elkaar flanste zonder kop of staart, zonder enige regel of ordening, zonder enig doel of plan.’) Shakespeares Julius Caesar was in Rymers ogen geschiedvervalsing: ‘But here he sins not against nature and philosophy only, but against the most known history, and the memory of the noblest Romans, that ought to be sacred to all posterity.’ (‘Maar hier zondigt hij niet alleen tegen de natuur en de filosofie, maar tegen de best bekende geschiedenis en de nagedachtenis van de nobelste Romeinen, die voor al het nageslacht heilig zouden moeten zijn.’)
Vooral Rymers oordeel over Shakespeares Othello is beroemd (of berucht) geworden: ‘... but the tragical part is, plainly none other, than a bloody farce, without salt or savour.’ (‘... maar het tragische gedeelte is simpelweg niets anders dan een bloedige klucht zonder kraak of smaak.’) Wat is het nut van een stuk als dit?, vroeg Rymer zich af:
First, This may be a caution to all maidens of quality how, without their parents consent, they run away with blackamoors.
(...)
Secondly, This may be a warning to all good wives, that they look well to their linnen.
Thirdly, This may be a lesson to husbands, that before their jealousie be tragical, the proofs may be mathematical.
(In de eerste plaats zou dit een aansporing kunnen zijn voor alle meisjes van goeden huize om er niet zonder toestemming van hun ouders vandoor te gaan met negers.
(...)
In de tweede plaats zou dit een waarschuwing voor alle goede huisvrouwen kunnen zijn om hun linnengoed niet te laten slingeren.
In de derde plaats zou dit een les voor echtgenoten kunnen zijn dat ze een mathematisch bewijs nodig hebben vóór hun jaloezie tragische proporties mag aannemen.)
Ook voor zijn tijdgenoten als John Dryden en John Dennis ging Rymer al te ver, al bewonderden ze zijn eruditie en gaven ze hem op een aantal punten gelijk. Dennis schreef zelfs een brochure tegen Rymer: The impartial critick, or, Some observations upon a book, entituled, A short view of tragedy, written by Mr. Rymer. Latere critici waren minder coulant. Thomas Babington Macaulay noemde hem ‘the worst critic that ever lived’ (‘de slechtste criticus die ooit heeft geleefd’). George Sampson, de schrijver van The Concise Cambridge History of English Literature, vond dat Rymers kritiek op Shakespeare ‘achieves the depths of ineptitude’ (‘het dieptepunt van onzinnigheid bereikt’).  Kenneth Muir schreef in 1955: ‘Thomas Rymer had learning, common sense, and a coarse vain of wit, but he seems to have been entirely without aesthetic perception.’ (‘Thomas Rymer had eruditie, gezond verstand en een zekere grove humor, maar het lijkt erop dat hij ieder esthetisch gevoel miste.’)
Andere werken van Rymers hand zijn een brochure A General Draught and Prospect of the Government in Europe (1681, in 1714 herdrukt als Of the Antiquity, Power, and Decay of Parliaments), bijdragen aan vertalingen van Ovidius en Plutarchus, drie lijkdichten voor Edmund Waller (1688) en een ode aan koningin Maria (1689).

## Werk als historicus
In  zijn functie van Historiographer Royal publiceerde Rymer zestien delen Foedera, een verzameling van alle verdragen die Engeland in de loop der eeuwen met andere mogendheden had afgesloten. Het oudste verdrag is van 1101. Hier was hij de laatste twintig jaar van zijn leven mee bezig. Het vijftiende en zestiende deel werden persklaar gemaakt door zijn assistent Robert Sanderson en postuum gepubliceerd. Sanderson voegde er nog vier delen aan toe.
De twintig delen werden gepubliceerd tussen 1704 en 1735. De tekst van de verdragen was in het Latijn; Rymer en Sanderson voegden er een Engelse samenvatting aan toe. Tussen 1727 en 1735 publiceerde George Holmes een herziene editie van de eerste zeventien delen. Tussen 1737 en 1745 werd het hele werk in een kleiner lettertype herdrukt in Den Haag. Deze editie bevat negen delen. Een tiende deel bevat Franse samenvattingen van de verdragen door Paul de Rapin en een index.
In de jaren 1816-1869 werd een deel van het werk opnieuw uitgegeven met een notenapparaat erbij, maar dit project is nooit afgemaakt.